# Warionia
Warionia is een geslacht uit de composietenfamilie (Asteraceae). Het geslacht telt een soort die voorkomt in Marokko en Algerije.

## Soorten
- Warionia saharae Benth. & Coss.